# Polypodium lucidum
Polypodium lucidum là một loài thực vật có mạch trong họ Polypodiaceae. Loài này được Beyr. ex Hook. miêu tả khoa học đầu tiên năm 1864.